# Dingle Bay
Die Dingle Bay (oder Dingle-Bucht, irisch: Bá an Daingin) ist eine Bucht des Atlantiks an der Südwestküste Irlands. Die Bucht liegt im County Kerry. Im Norden der Bucht befindet sich die Stadt Daingean Uí Chúis (Dingle) mit ihrem Hafen.

## Lage

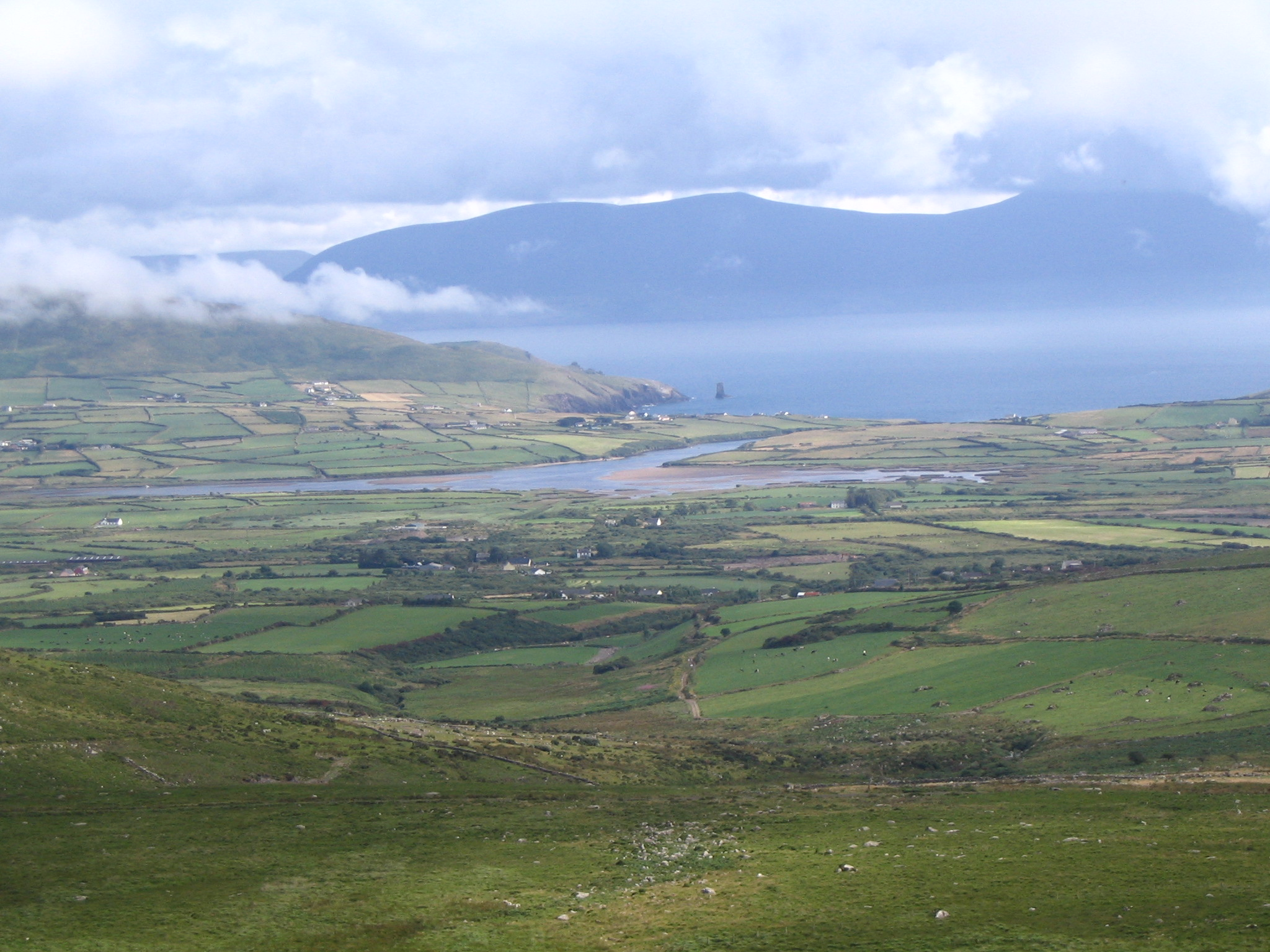
Conor Pass am Bull’s Head

Die Bucht ist rund 40 Kilometer lang (von Nordost nach Südwest) und zwischen drei und 20 Kilometer breit. Im Norden befindet sich die Dingle-Halbinsel und im Süden die Iveragh-Halbinsel. In die Bucht ragt die Halbinsel Inch Strand herein. Der River Maine und der River Laune münden bei Milltown und Killorglin in die Dingle Bay. Weitere Siedlungen an der Dingle Bay sind Ventry, Annascaul und Glenbeigh.

## Flora und Fauna
Auf der Südseite der Bucht, auf der Iveragh-Halbinsel, befindet sich ein Vogelschutzgebiet, das ein wichtiger Brutplatz für die Alpenkrähe ist. Dieses Gebiet ist von Klippen geprägt, die von Gras- und Heideland bedeckt sind. Im 19. Jahrhundert waren die Fischgründe in der Dingle Bay sehr reich an Atlantischem Hering, Kabeljau, Seehecht und Leng.

## Trivia
Charles Lindbergh sah 1927 als ersten Teil Europas die Landzungen um die Dingle Bay während seines bahnbrechenden 33-stündigen Transatlantikflugs von New York nach Paris mit dem Eindecker Spirit of St. Louis. Die Bucht wird 1957 im Film The Spirit of St. Louis dargestellt. Beim Überflug über die Dingle Bay winkt er den Dorfbewohnern an der Dingle Bay zu.